# Giro del Trentino 1991
Il Giro del Trentino 1991, quindicesima edizione della corsa, si svolse dal 14 al 17 maggio su un percorso di 714 km ripartiti in 4 tappe, con partenza a Riva del Garda e arrivo ad Arco. Fu vinto dal venezuelano Leonardo Sierra della Selle Italia-Magniarredo-Vetta davanti all'italiano Massimiliano Lelli e all'australiano Stephen Hodge.

## Tappe
| Tappa  | Data      | Percorso                    | km  | Vincitore di tappa | Leader cl. generale |
| ------ | --------- | --------------------------- | --- | ------------------ | ------------------- |
| 1ª     | 14 maggio | Riva del Garda > Trento     | 187 | Silvio Martinello  | Silvio Martinello   |
| 2ª     | 15 maggio | Torbole sul Garda > Spiazzo | 172 | Jan Nevens         | Jan Nevens          |
| 3ª     | 16 maggio | Bocenago > Andalo           | 172 | Leonardo Sierra    | Leonardo Sierra     |
| 4ª     | 17 maggio | Molveno > Arco              | 183 | Massimo Ghirotto   | Leonardo Sierra     |
| Totale | Totale    | Totale                      | 714 |                    |                     |

## Dettagli delle tappe

### 1ª tappa
- 14 maggio: Riva del Garda > Trento – 187 km

| Pos. | Corridore         | Squadra    | Tempo    |
| ---- | ----------------- | ---------- | -------- |
| 1    | Silvio Martinello | Gis Gelati | 4h55'40" |
| 2    | Adriano Baffi     | Ariostea   | s.t.     |
| 3    | Ján Svorada       | Colnago    | s.t.     |

| Pos. | Corridore         | Squadra    | Tempo |
| ---- | ----------------- | ---------- | ----- |
| 1    | Silvio Martinello | Gis Gelati |       |

### 2ª tappa
- 15 maggio: Torbole sul Garda > Spiazzo – 172 km

| Pos. | Corridore          | Squadra  | Tempo    |
| ---- | ------------------ | -------- | -------- |
| 1    | Jan Nevens         | Lotto    | 4h23'06" |
| 2    | Massimiliano Lelli | Ariostea | a 4"     |
| 3    | Hendrik Redant     | Lotto    | s.t.     |

| Pos. | Corridore  | Squadra | Tempo |
| ---- | ---------- | ------- | ----- |
| 1    | Jan Nevens | Lotto   |       |

### 3ª tappa
- 16 maggio: Bocenago > Andalo – 172 km

| Pos. | Corridore          | Squadra      | Tempo    |
| ---- | ------------------ | ------------ | -------- |
| 1    | Leonardo Sierra    | Selle Italia | 4h39'40" |
| 2    | Massimiliano Lelli | Ariostea     | a 29"    |
| 3    | Gianni Bugno       | Chateau d'Ax | s.t.     |

| Pos. | Corridore       | Squadra      | Tempo |
| ---- | --------------- | ------------ | ----- |
| 1    | Leonardo Sierra | Selle Italia |       |

### 4ª tappa
- 17 maggio: Molveno > Arco – 183 km

| Pos. | Corridore        | Squadra  | Tempo    |
| ---- | ---------------- | -------- | -------- |
| 1    | Massimo Ghirotto | Carrera  | 4h32'09" |
| 2    | Rolf Gölz        | Ariostea | a 1'17"  |
| 3    | Jan Nevens       | Lotto    | a 1'18"  |

| Pos. | Corridore          | Squadra      | Tempo     |
| ---- | ------------------ | ------------ | --------- |
| 1    | Leonardo Sierra    | Selle Italia | 18h31'49" |
| 2    | Massimiliano Lelli | Ariostea     | a 26"     |
| 3    | Stephen Hodge      | ONCE         | a 30"     |

## Classifiche finali

### Classifica generale
| Pos. | Corridore          | Squadra                        | Tempo     |
| ---- | ------------------ | ------------------------------ | --------- |
| 1    | Leonardo Sierra    | Selle Italia-Magniarredo-Vetta | 18h31'49" |
| 2    | Massimiliano Lelli | Ariostea                       | a 26"     |
| 3    | Stephen Hodge      | ONCE                           | a 30"     |
| 4    | Claudio Chiappucci | Carrera-Vagabond               | a 31"     |
| 5    | Gianni Bugno       | Chateau d'Ax                   | a 32"     |
| 6    | Jan Nevens         | Lotto-Superclub                | s.t.      |
| 7    | Pascal Simon       | Castorama-Raleigh              | a 40"     |
| 8    | Franco Chioccioli  | Del Tongo                      | a 41"     |
| 9    | Fabian Fuchs       | Banesto                        | a 42"     |
| 10   | Andrew Hampsten    | Motorola                       | a 44"     |